# 李述中
李述中（1907年—1974年5月），字子新，男，福建惠安人，中华人民共和国政治人物，曾任中国农工民主党福建省委员会主任委员，福建省政协副主席。